# Niederauerbach
Niederauerbach ist ein Stadtteil von Zweibrücken. Bis 1938 war er eine selbständige Gemeinde.

## Geographie
Niederauerbach schließt östlich an die Kernstadt Zweibrücken an und liegt am Südfuß der Sickinger Höhe, die dort bereits in das Zweibrücker Hügelland übergeht. Im Süden stellt der Schwarzbach die Bebauungsgrenze dar. Nach Norden, auf der rechten Bachseite, zieht sich die Bebauung die Talhänge hinauf. Mitten durch den Ort verläuft der Auerbach.

## Geschichte
Eine umfangreiche römische Besiedelung ist durch zahlreiche Funde nachgewiesen. So wurde bei der Bebauung der Gewann Auf dem Kissel im Jahre 1880 ein ausgedehntes spätrömisches Gräberfeld aus dem 4. Jahrhundert entdeckt. Wertvolle Keramikfunde daraus werden heute im Historischen Museum der Pfalz in Speyer  aufbewahrt. Eine römische Militäranlage wurde in den Jahren um 1920 In der Acht beim Bau einer Kaserne ausgegraben. Im Jahr 1948 fand man auf dem Scheiderberg den auf das Jahr 200 datierten, gut erhaltenen Grabstein des Acaunus, der heute im Stadtmuseum in Zweibrücken aufgestellt ist.

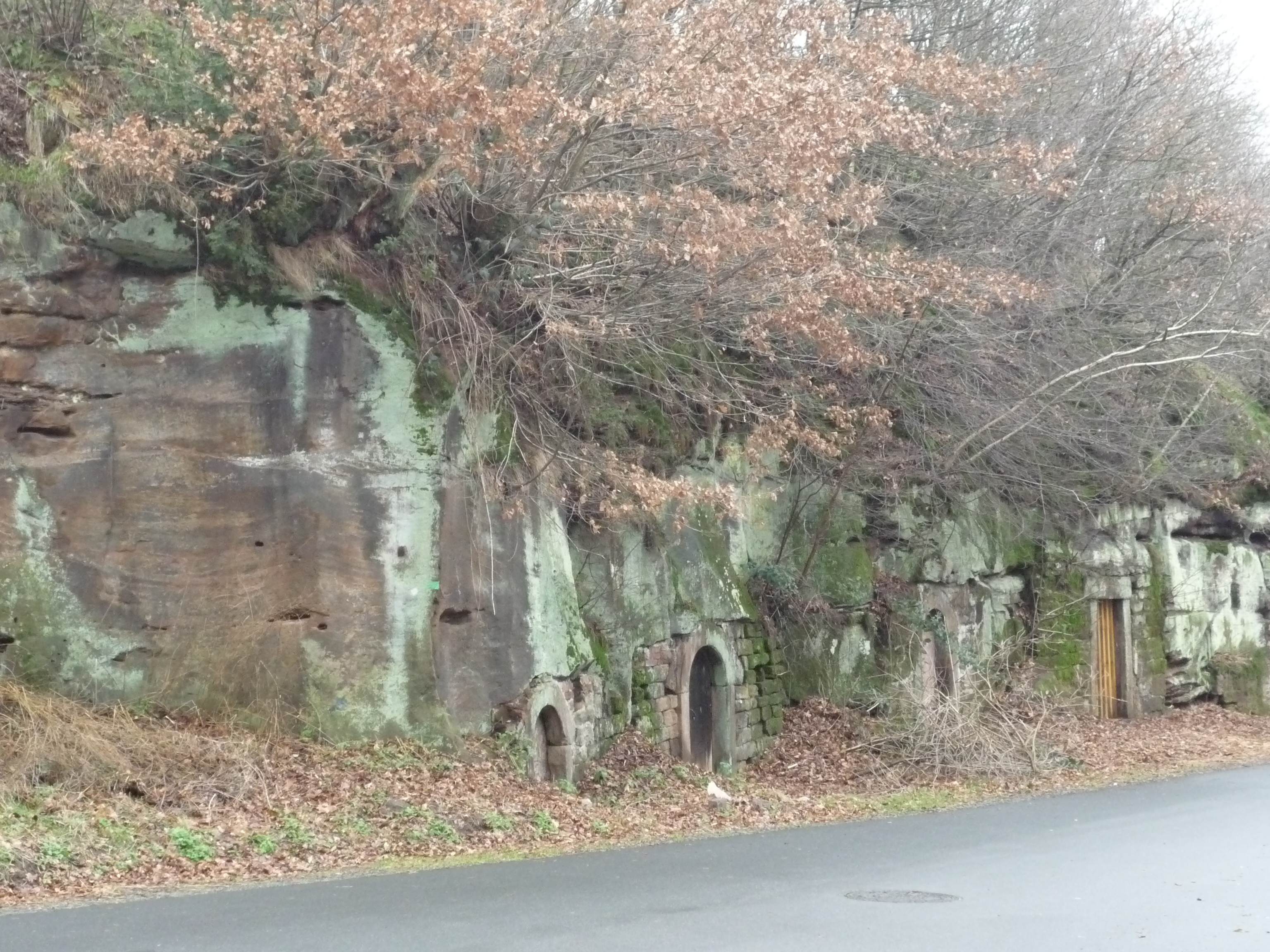
Felsenkeller in Niederauerbach

Die schriftliche Überlieferung setzt im 10. Jahrhundert ein. Kaiser Otto I. schenkte 972 dem Kloster Hornbach den Fleischmarkt in Urebach. Der Ort Auerbach, zur Unterscheidung von Oberauerbach seit dem 13. Jahrhundert als Kesselauerbach, Unterauerbach und Niederauerbach bezeichnet, teilte stets die Landeszugehörigkeit der Stadt Zweibrücken, war nach Contwig gepfarrt und bis zur Französischen Revolution Sitz einer Schultheißerei.
Von 1798 bis 1814, als die Pfalz Teil der Französischen Republik (bis 1804) und anschließend Teil des Napoleonischen Kaiserreichs war, war Niederauerbach in den Kanton Zweibrücken eingegliedert und unterstand der Mairie Contwig. 1815 hatte der Ort insgesamt 650 Einwohner. Im selben Jahr wurde Niederauerbach Österreich zugeschlagen. Bereits ein Jahr später wechselte die Gemeinde wie die gesamte Pfalz in das Königreich Bayern. Von 1818 bis 1862 gehörte der Ort dem Landkommissariat Zweibrücken an; aus diesem ging das Bezirksamt Zweibrücken hervor. Von 1888 bis 1938 hatte der Ort eine eigene Gemeindeverwaltung. 1938 wurde Niederauerbach schließlich in die Stadt Zweibrücken eingemeindet.

## Religion
Die 1970 errichtete katholische Kirche St. Michael wurde 2007 profaniert.

## Kultur

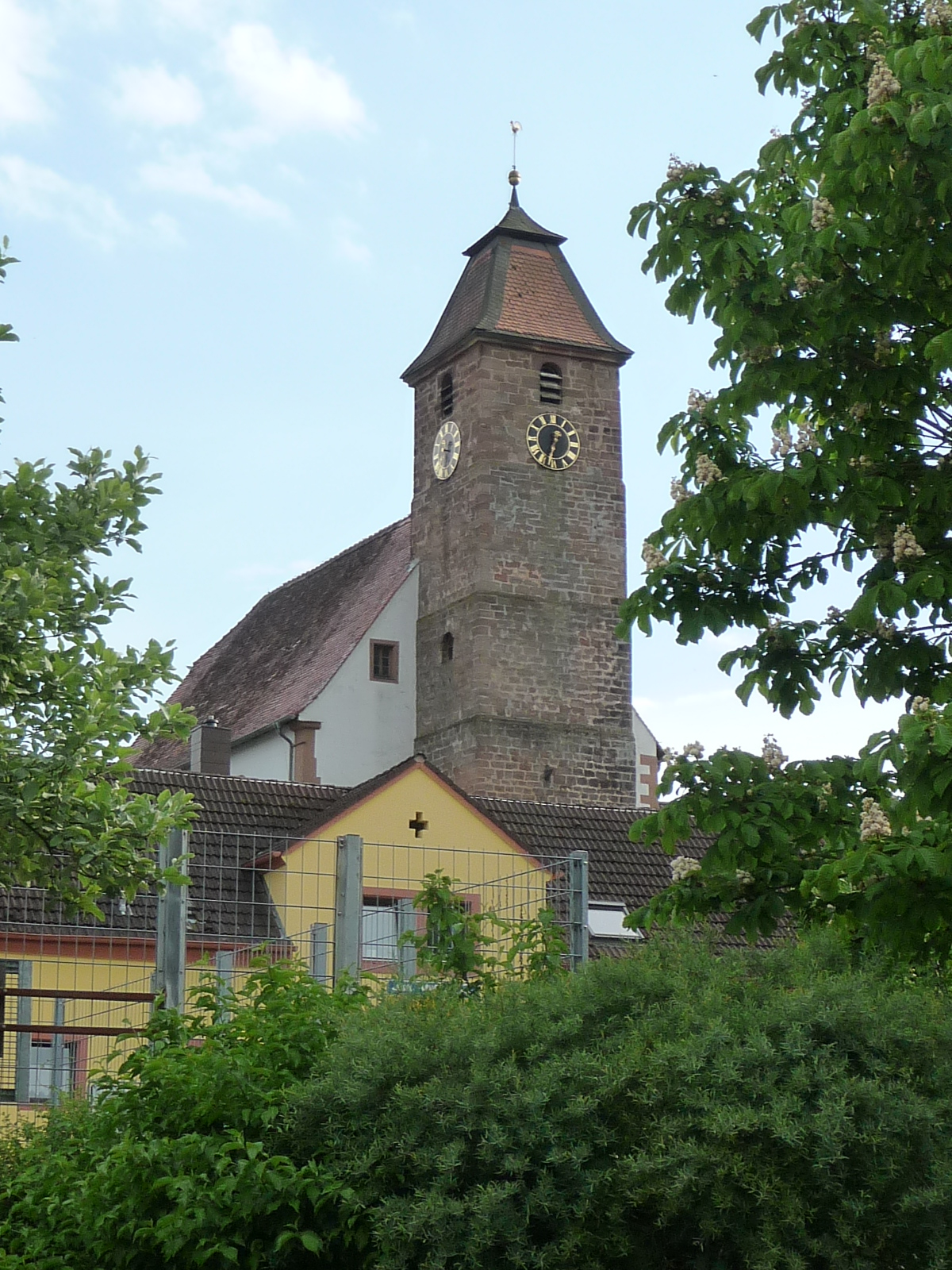
Denkmalgeschützte Zwinglikirche

### Kulturdenkmäler
Die Niederauerbach-Kaserne und der Ortskern sind als Denkmalzonen ausgewiesen. Letzterer umfasst die Denkmalstraße und bewahrt noch dörflichen Charme.
Hinzu kommen insgesamt neun Einzelobjekte, die unter Denkmalschutz stehen, darunter Zwinglikirche, erbaut ab 1755 vom schwedischen Hofbaumeister Jonas Erikson Sundahl und benannt nach dem Reformator Ulrich Zwingli.

### Natur
Mit dem Tischfelsen Auerbachtal existiert vor Ort ein Naturdenkmal.

### Sport
Der SVN Zweibrücken, ehemals SV Niederauerbach, spielte ab der Saison 2008/2009 in der Fußball-Oberliga Südwest und ab 2013 zeitweilig in der Regionalliga. Einige Jahre später musste er Insolvenz anmelden.

## Wirtschaft und Infrastruktur

### Wirtschaft

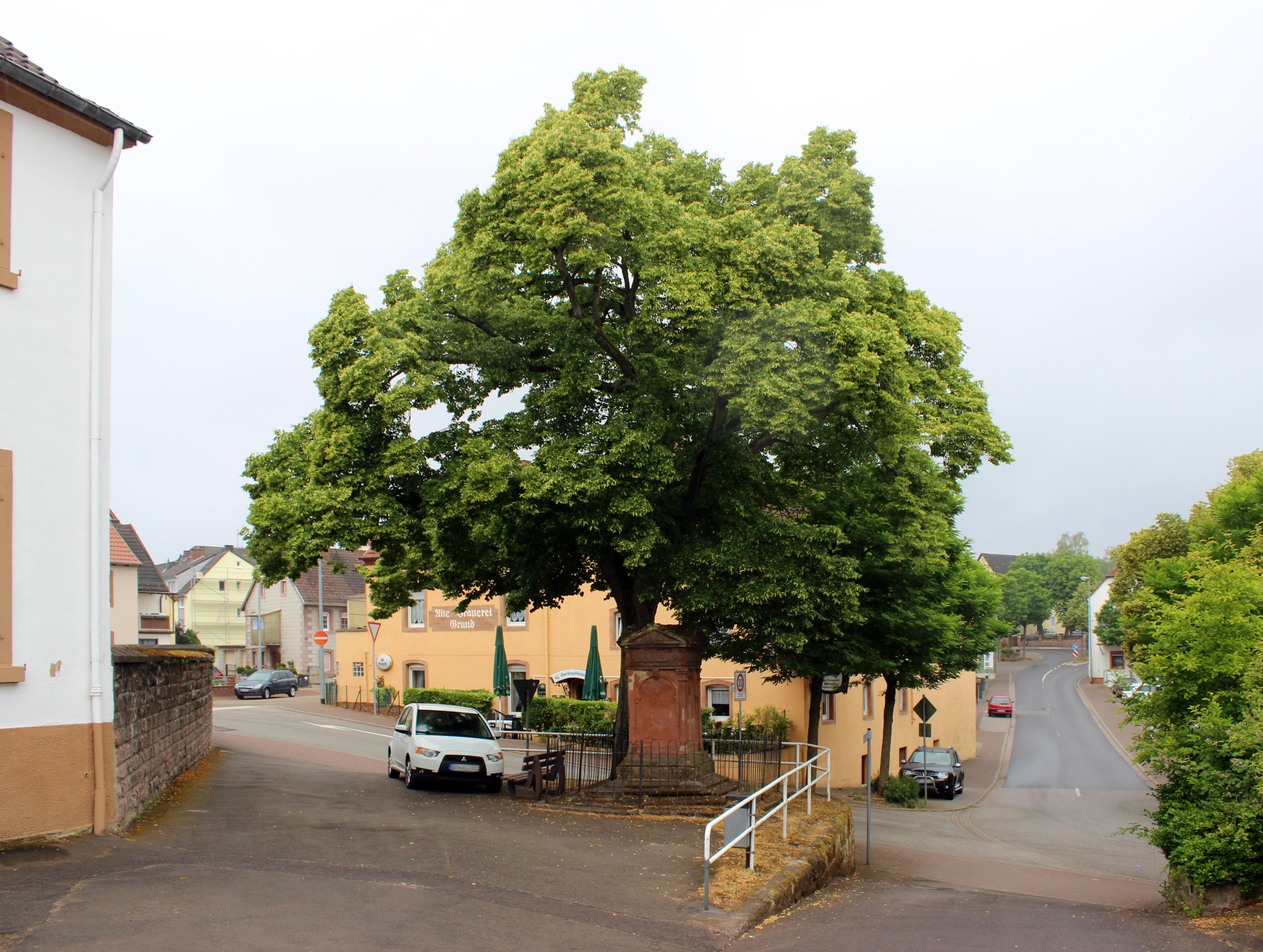
Ortsmitte von Niederauerbach

Landwirtschaft wird in der Gegenwart ausschließlich von wenigen Aussiedlerhöfen aus betrieben, die oberhalb des Ortes am Rand der Sickinger Höhe liegen.
Jahrhundertelang wurde der gut geeignete Lehm für die Ziegelherstellung genutzt, die zeitweise in großen Werken betrieben wurde. Nach einem Großbrand um 1965 wurde die Ziegelei Weppler, deren weitläufiges Gelände größtenteils immer noch einer nachhaltigen Nutzung harrt, nicht wieder in Betrieb genommen.
Gegen 1900 kam mit der Schuhindustrie ein großer wirtschaftlicher Aufschwung. Aus Niederauerbach kamen die weltbekannten Dorndorf-Schuhe, deren Fabrikationsstätte zeitweise mehr als 4.500 Beschäftigte hatte. Nach dem Zweiten Weltkrieg gab es um die Besitzverhältnisse längere Auseinandersetzungen, denn die „Arisierung“ hatte die jüdische Besitzerfamilie Langermann zum Verkauf weit unter Wert gezwungen. Mit der zunehmenden Verlagerung der Schuhproduktion ins Ausland schrumpfte die Belegschaft immer mehr zusammen, Dorndorf fusionierte 1970 mit der Servas OHG Schuhfabriken  aus Rodalben zur Schuh-Union AG. Die beiden Unternehmen waren 1970 mit Umsätzen von rund 150 Mio. D-Mark (Dorndorf) bzw. rund 100 Mio. EUR (Servas) nach dem Branchenprimus Salamander die größten deutschen Schuhhersteller. Die gemeinsame Jahresproduktion der Marken Dorndorf und Servas lag im Jahr der Fusion bei rund 100 Mio. Paar Schuhen. Mit wenigen Beschäftigten besteht der Standort seit 2003 nur noch als Schuh-Handels-Gesellschaft weiter. Ansonsten baut der heutige Eigentümer Rieker in dem Komplex einen Gewerbepark auf, der schon einige Ansiedlungserfolge verzeichnen kann.
In der Niederauerbach-Kaserne ist außerdem das Unterstützungskommando 8 untergebracht.

### Verkehr

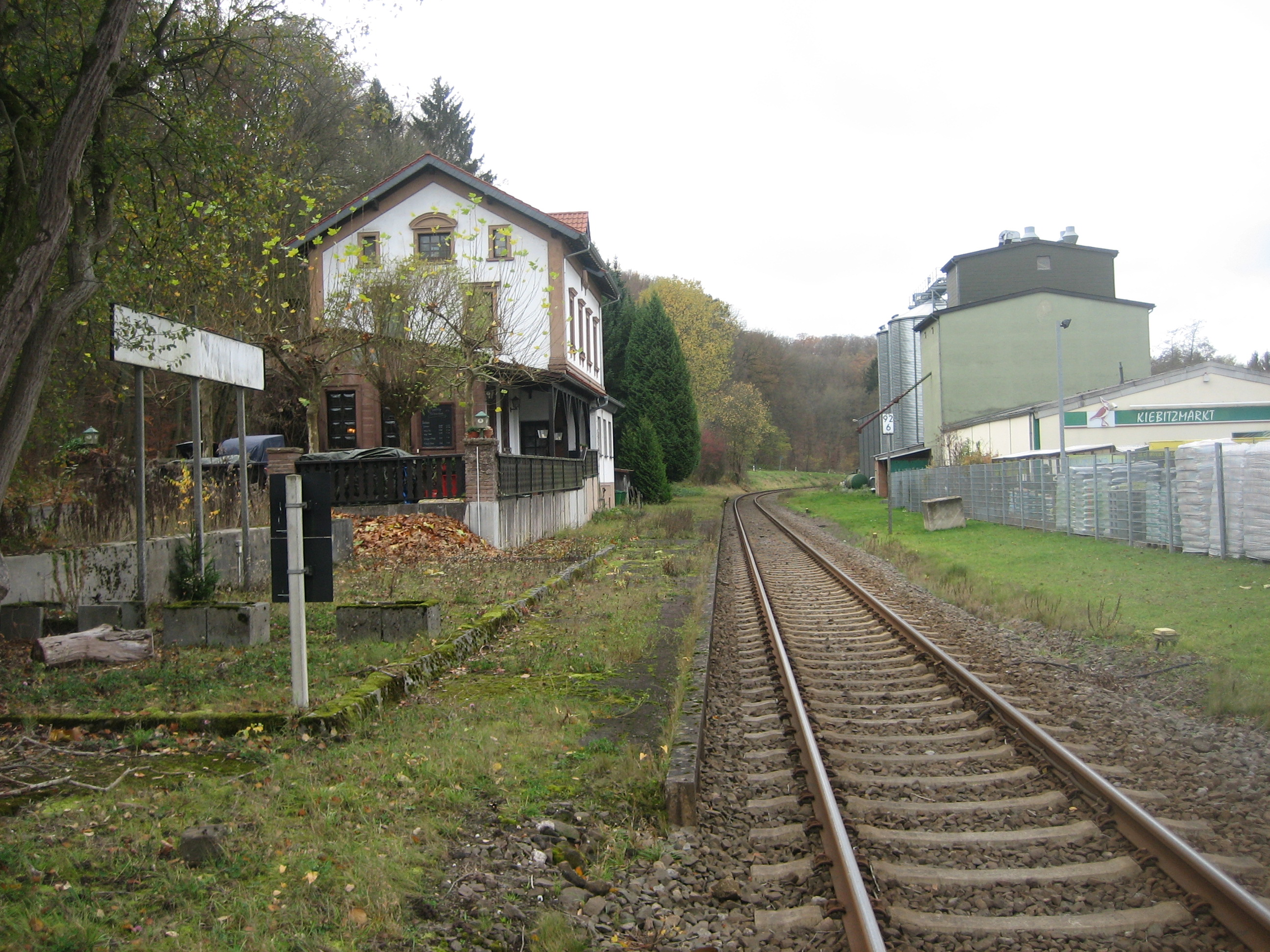
Inzwischen aufgelassener Bahnhof Zweibrücken-Niederauerbach

Bis 1985 wurde der Bahnhof Zweibrücken-Niederauerbach an der Bahnstrecke Landau–Rohrbach im Personenverkehr bedient. Fünf Jahre später kam auch der Güterverkehr zum Erliegen.
Zwischen dem Ort und der Umgehungsstraße, der früheren B 10, die nach dem Bau der A 8 herabgestuft wurde, wurde ein ausgedehntes Gewerbegebiet angelegt.
Zur Kernstadt Zweibrücken bestehen die von der Verkehrsgesellschaft Zweibrücken betriebene Stadtbuslinien 224 und 225.

### Tourismus und Freizeit
Ein beliebtes Ausflugsziel der Zweibrücker ist das Heilbachtal nordöstlich von Niederauerbach und dort besonders die Ohrenklingklamm und das Naturfreundehaus der NaturFreunde Deutschlands. Mitten durch Niederauerbach verlaufen außerdem der mit einem grünen Balken markierte Saar-Rhein-Weg, der Meteoritenweg, die Südwestpfalz-Tour und die Rheinland-Pfalz-Radroute.

## Persönlichkeiten

### Söhne und Töchter des Ortes
- Egon Becker (1936–2024), Physiker, Wissenschaftsforscher und Sozial-Ökologe

### Personen, die vor Ort gewirkt haben
- Jonas Erikson Sundahl (1678–1762), schwedischer Baumeister, baute 1755 die örtliche Zwinglikirche
- Georg Friedrich Schmiegd (1688–1753), Holz- und Steinbildhauer des Barock, fertigte 1732 plastischer Schmuck des neuen Hochaltares in der Pfarrkirche St. Ulrich in  Deidesheim an, von dem Teile später der örtlichen katholischen Kirche übergeben wurden
- Heinrich Bunde (1825–1893), Rittergutsbesitzer und konservativer Politiker, pachtete von 1866 bis 1877 das Rittergut Niederauerbach
- Anton Ipser gründete 1904 eine mechanische Schuhfabrik in Niederauerbach und erweiterte sie. 1926 verkaufte er sie an Herrn Langermann und später unter „Dorndorf“ bekannt.
- Walter Pauli (1898–1991), Unternehmer, übernahm 1938 die örtliche Schuhfabrik Langermann GmbH
- Dietrich Bahner senior (1913–1987), Unternehmer und Politiker, übernahm 1952 die örtliche Dorndorf Schuhfabrik